# 角銀鉱
角銀鉱（かくぎんこう、chlorargyrite）とは、銀のハロゲン化鉱物。写真のフィルムなどの工業用途に用いられる塩化銀（AgCl）の自然結晶である。塩化銀鉱ともいう。

## 概要
- モース硬度は1から2。劈開はなく可塑性があり、割れずに潰れる。
- 比重は5.55。
- 外観は白色～黄褐色を呈し、結晶は数mm～1cmの立方形となるが剥離しやすい。
- 成分が塩化銀なので感光性があり、光が当たると黒紫色に変色する。